# Peter Eriksson
Peter Eriksson (n. 6 octombrie 1959, Suedia) este un sportiv ce a reprezentat Suedia, medaliat olimpic. A participat la 5 ediții ale Jocurilor Olimpice (1984, 1992, 1996, 2004, 2008) în care a câștigat o medalie de argint.